# Anton Gnirs
Anton Gnirs (18. ledna 1873 Žatec – 10. prosince 1933 Loket) byl český, německy mluvící učitel, archeolog, konzervátor, archivář a historik. Z těchto oborů napsal řadu publikací.

## Život
Narodil se v Žatci v rodině ředitele Severozápadočeské uhelné akciové společnosti v Chomutově, Antona Gnirse a jeho choti Mathilde rozené Schwarzbach. Rodina se posléze odstěhovala do Chomutova, kde Anton vystudoval gymnázium. Maturoval v roce 1893 a v letech 1893 až 1899 pokračoval ve studiu germanistiky, zeměpisu a dějepisu na německé Filozofické fakultě Karlo-Ferdinandovy university v Praze. Později se specializoval na dějiny umění, klasické dějiny a archeologii. V roce 1899 složil zkoušku učitelské způsobilosti a krátce učil jako suplent na Vyšší reálce na Vyšší průmyslové škole v Plzni.

### Chorvatsko 1899–1918

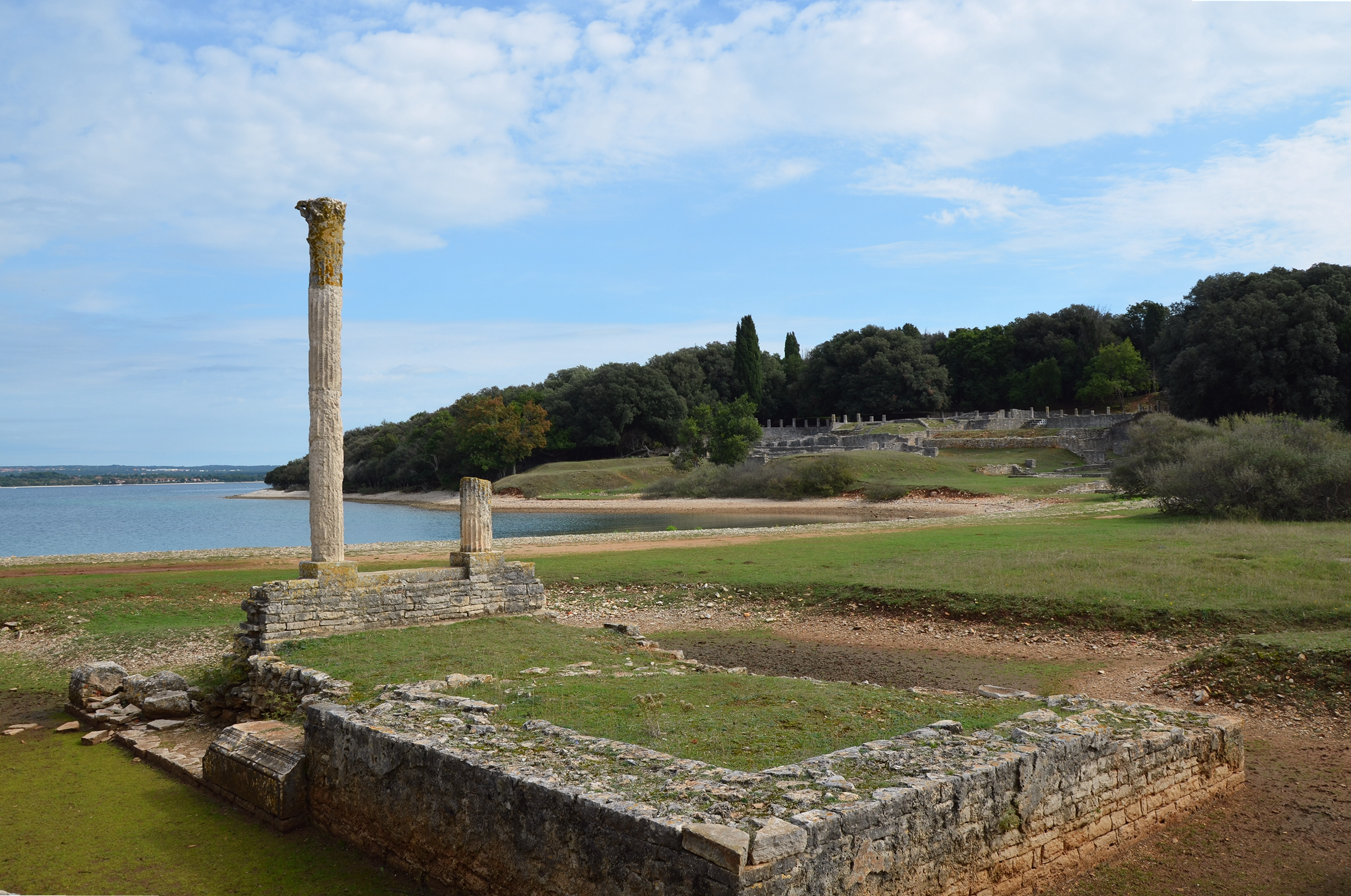
Římská vila na ostrově Brijuni

V září 1899 se stal prozatímním profesorem na Vojenské námořní reálce v Pule v Rakouském přímoří (dnes Chorvatsko). O rok později byl jmenován profesorem řádným. V roce 1902 byl jmenován konzervátorem Centrální komise pro umění a památkovou péči pro korunní zemi Istrie.
V únoru roku 1903 obhájil disertační práci na téma Území Istrijského poloostrova v antické tradici a byl promován doktorem filosofie na Karlo-Ferdinandově universitě v Praze. Poté podnikl studijní cestu po Itálii, Řecku a Malé Asii.
Od roku 1904 vedl archeologické výzkumy v Pule a Brijuni.
- Pula
  - Porta Aurea
  - Porta Gemina
  - Antické divadlo v Pule (1905)
- Brijuni
  - Římská vila
- Další lokality: Kolca, Fažana, Banjole.

V roce 1907 se stal profesorem státní reálky v Pule a o rok později, v roce 1908, ředitelem státní reálky v Gorici v metropolí rakouské korunní země Okněžněné hrabství Gorice a Gradiška (dnes Itálie). Dne 15. června 1909 mu byla udělena stálá vědecká dovolená, aby se mohl plně věnovat archeologickým výzkumům. Po vypuknutí první světové války se věnoval především záchranným výzkumům. Po skončení války, v roce 1919, pracoval  krátce ve státní komisi pro příměří ve Vídni.
V roce 1917 se oženil s Margaretou Stein z Chomutova, dcerou Hugona Steina z Anna-Hofu u Chomutova. V roce 1918 se jim narodila dcera Anna. Po vzoru otce studovala v letech 1937-1944 na filozofické fakultě Německé univerzity v Praze a stala se doktorkou filozofie, historičkou a kulturní pracovnicí. V roce 1946 byla vysídlena z Československa, zesnula 20. března 1998 v Königswinteru v Německu. Spolu s otcem se za svého života zasloužili o rozvoj obce Loket.

### Československo 1919–1933

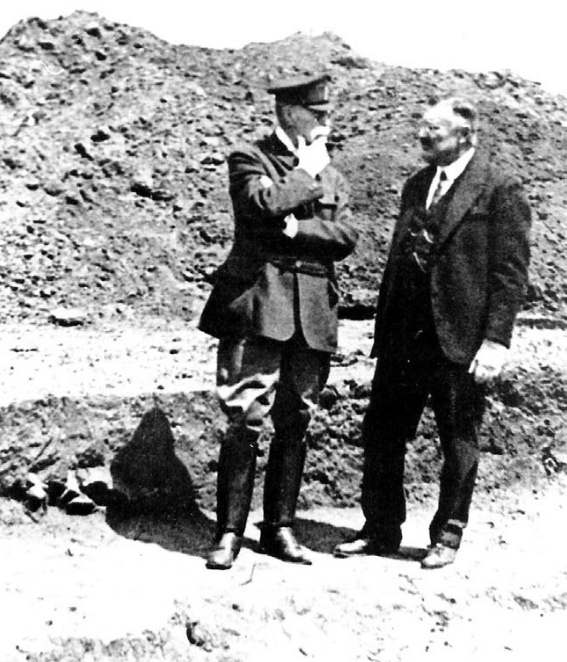
President Osvoboditel na vykopávce římského tábora v Mušově 22. června 1928. Výklad podal státní konservátor Dr. Anton Gnirs. (původní titulek)

V roce 1919 se vrátil do Chomutova, kde zprvu nenašel uplatnění. Od 1. září 1919 se stal profesorem němčiny, dějepisu a zeměpisu na Státní reálce v Lokti. V tomto městě se věnoval i širší kulturní činnosti: v roce 1921 založil obecní knihovnu v Lokti, v roce 1923 byl jmenován ředitelem městského muzea a městského archivu, kde působil už od roku 1920. 
Od roku 1925 byl Ministerstvem školství a národní osvěty poslán na dlouhodobou studijní dovolenou, aby se mohl věnovat vědecké práci a jako státní konzervátor pro antické památky ČSR a pro pohraniční oblasti Čech byl přidělen k dispozici Státnímu archeologickému ústavu (StAÚ) v Praze. Gnirs v této době vedl významné archeologické výzkumy na území ČSR,  a především sepsal uměleckohistorické památky okresů Loket (1927), Teplá a Mariánské Lázně (1930) a Karlovy Vary (1930).
- 1923, 1926–1930: Františkovy Lázně–Slatina (eneolit, doba bronzová)
- 1929–1930: Žírovice u Františkových Lázní (pozdní doba bronzová)

V letech 1927–1928 byl povolán, aby vedl výzkum římských památek na jižní Moravě, jednalo se především o lokalitu Hradisko (Burgstall) u obce Mušov (dnes v okrese Brno-venkov), kde byly nalezeny zbytky římského tábora z 2. století n. l. a na Slovensku (Stupava v okrese Malacky). Do roku 1933 vedl výzkum prehistorických lokalit v západních Čechách. V letech 1930–1933 vedl archeologické práce na chebském hradě.
Zemřel 10. prosince 1933 v Lokti. Pohřben je v Chomutově v hrobce rodiny Steinů. V roce 1935 byl nad jeho hrobem vztyčen pískovcový náhrobek, jehož autorem je sochař Willy Russ z Krásna. Náhrobek je dnes památkově chráněn.

## Spisy
Svou první vědeckou práci Východní Germánie a její dopravní cesty v Ptolemaiově popisu publikoval v roce 1898 v Praze.

### Soupisy památek
V rámci edice Soupis památek historických a uměleckých v Republice československé provedl soupisy okresů:
- Loket (Der politische Bezirk Elbogen, 1927)
- Teplá a Mariánské Lázně (Topographie der historischen und kunstgeschichtlichen Denkmale in den Bezirken Tepl und Marienbad, psáno, 1928–1930, vyšlo 1932)
- Karlovy Vary (Topographie der historischen und kunstgeschichtlichen Denkmale in dem Bezirke Karlsbad, napsáno 1930, vyšlo 1996)[17]

### Další díla
- Karlsbad in seiner ältesten Vergangenheit : Überlieferungen, Denkmale und Urkunden, Freiburg : Freiburger-Echo-Verlag, 2001, ISBN 3-86028-057-0
- Topographie der historischen und kunstgeschichtlichen Denkmale in dem Bezirke Karlsbad : (Prag 1933), München : R. Oldenbourg Verlag, 1996, ISBN 3-486-56170-7
- Porzellanfabriken in Böhmen 1791–1945 / bearb., zusammengest. und eingeleitet von Anna Gnirs, München : Sudetendeutsches Archiv, 1990, ISBN 3-926303-11-5
- Beiträge zur Geschichte und Geographie Böhmens und Mährens in der Zeit des Imperium Romanum, Herausgegeben von Anna Gnirs; Geleitwort von Harald von Petrikovits, Bonn : Wissenschaftliches Archiv, 1976,
- Das ehemalige herzoglich-sächsisch-Lauenburgische und markgräflich-badische Amtsarchiv aus dem Schlosse zu Theusing in Böhmen / bearbeitet von Anton Gnirs, Brünn; Prag; Wien; Leipzig : Rudolf M. Rohrer, 1933
- Petschau : Geschichte und Bauwerk einer Burg und der unter ihrem Schutze entstandenen bürgerlichen Siedlung, Augsburg : Dr. Benno Filser Verlag, 1932 (in Brünn : Rudolf M. Rohrer),
- Topographie der historischen und kunstgeschichtlichen Denkmale in den Bezirken Tepl und Marienbad, Augsburg : Benno Filser, 1932 (Brunn : Rudolf M. Rohrer)
- Aufsätze, Brünn : [s.n.], 1931 (Rudolf M. Rohrer)
- Bibliographie der wissenschaftlichen Arbeiten von Anton Gnirs : dem Denkmalforscher zum dreissigsten Jahrtag seiner Berufung als Konservator dargebracht von seinen Freunden aus dem Süden, Brünn : Rudolf M. Rohrer, 1931
- Římská stanice na Mušově, V Praze : [s.n., 1931] (Státní tiskárna)
- Alte Sagen aus dem Elbogener Ländchen, Karlsbad : Im Kommissionsverlag Walther Heinisch, 1930 (in Brünn : Rud. M. Rohrer)
- Beiträge zur Elbogener Heimatkunde, Brünn : [s.n.], 1930
- Hans Heiling : die Sagen und Geschichte der Felsen im Elbogener Egertale bei Karlsbad, Brünn : R.M. Rohrer, 1930
- Paralipomena aus Istrien und Aquileia, [S.l. : s.n.], 1930
- Quellenverehrung und Quellenopfer : Ein Beitrag zur Vorgeschichte der böhmischen Mineralquellen, Karlovy Vary : Walther Heinisch, 1930
- Die römischen Schutzbezirke an der oberen Donau : Ein Beitrag zur Topographie Böhmens und Mährens in der Zeit des Imperiums, Augsburg; Wien : Dr. Benno Filser Verlag, 1929 (in Brünn : Rudolf M. Rohrer)
- Elbogen bei Karlsbad : Eine Geschichte der alten Bauten, der Denkmale und des Kunsthandwerks in dieser Stadt, Elbogen, Brünn : Rudolf M. Rohrer, 1928
- Der politische Bezirk Elbogen, Prag : Deutsche Gesellschaft der Wissenschaften und Künste, 1927 ([in Brünn : Rud. M. Rohrer])
- Eine Bergchronik der Städte Schlaggenwald und Elbogen, [Elbogen : A. Gnirs], 1926
- Karlsbad in seiner ältesten Vergangenheit / Überlieferungen, Denkmale und Urkunden, Karlsbad; Leipzig : W. Heinisch, 1925
- Alte und neue Kirchenglocken : Mit Beitragen zur Geschichte des Glockengusses und seiner Meister in den Gebieten nördlich wie südlich des Ostalpenlandes und an der Adria, Karlsbad; Leipzig : W. Heinisch, 1924

## Členství ve spolcích a organizacích
- 1901 člen Rakouského archeologického institutu ve Vídni
- 1906 člen – korespondent Francouzské archeologické společnosti v Paříži
- 1912 člen – korespondent Archeologického ústavu v Berlíně
- 1921 řádný člen Archeologického ústavu v Berlíně
- 1923 (?) zakládající člen Spolku německých vlastivědných muzeí v ČSR

## Odkaz
- Dne 27. února 2013 proběhl v Městské knihovně v Lokti Seminář k jubileu Antona Gnirse a jeho pokračovatelů[18]
- Dne 21. června 2003 se konal v Galerii radnice v Lokti seminář u příležitosti 130. výročí narození a 70. výročí úmrtí Antona Gnirse[19]